# Ula Tabari
Ula Tabari (en árabe علا طبري, Nazaret, 1970), también Ola Tabari, es una actriz, directora, directora de casting y profesora de arte de dramático palestina. 

## Trayectoria
Ula Tabari nació en 1970 en Nazaret. Es árabe israelí, o incluso palestina del "interior", según sus propias palabras. Se formó en artes visuales, luego comenzó su carrera como actriz y también participó en una programación para instituciones culturales de Nazaret y presentó programas de televisión.
Se dedicó al cine en los años 90, y se convirtió en la asistente de Elia Suleiman. Fue directora de casting y actuó en dos de las películas de Suleiman que trataban sobre la identidad palestina, El sueño árabe y Crónica de una desaparición. Desde 1998 vivió entre París y Nazaret. En 2002, a la vez que trabajaba como actriz, dirigió su primer largometraje, Investigación personal, un documental rodado en Nazaret y que es a la vez un diario introspectivo.

## Filmografía

### Actriz
- 2018 : Tel Aviv en llamas por Sameh Zoabi : sara
- 2013 : La hermosa promesa de Suha Arraf[4]
- 2013 : Villa Touma de Suha Arraf : Púrpura
- 2012 : El legado de Hiam Abbass : Zeinab
- 2005 : Múnich de Steven Spielberg : una mujer palestina mirando televisión
- 2003 : Los rostros de Christophe Loizillon (cortometraje)
- 2002 : Mi cámara y yo de Christophe Loizillon (cortometraje)
- 1998 : El sueño árabe de Elia Suleiman (Eli, Eli, ¿lama sabachthani?)
- 1996 : Crónica de una desaparición de Elia Suleiman : Adán (como Ula Tabari)

### Directora
- 2002 : Investigación personal, documental, 90 min, Beta Digital. Producción ADR, ZDF TV. Francia, Alemania, Palestina.
- 2005 : Diáspora, cortometraje de ficción, 35 mm, 16 min. Producción de Eris y Nada. Francia, Palestina, Jordania
- 2009 : Jinga48, documental, 76 min y dos episodios de televisión (2×26 min). Producida por JCCTV Qatar-Palestina

### Asistente de producción
- 2002 : Olvídese de Bagdad: judíos y árabes - La conexión iraquí por Samir

### Directora de casting
- 2011 : El cerdo de Gaza de Sylvain Estibal (co-casting)
- 1996 : Crónica de una desaparición de Elia Suleiman

### Traductora
- 2011 : Croisades de Michel Azama, Théâtre du Soleil, París, representada por el grupo de teatro Majâz
- 2009 : PAG. o. v.

### Entrenador lingüístico
- 2012 : Legado de Hiam Abbass París-Haifa (Palestina/Israel)
- 2011 : El cerdo de Gaza de Sylvain Estibal Paris-Malte
- 2010 : Among Us de Clément Cogitore Producción kazaja, París
- 2010 : Carlos de Olivier Assayas París-Berlín
- 2006 : Unos días de septiembre de Santiago Amigorena